# Вилијам Кембел
Вилијам Сесил Кембел (рођен 28. јуна 1930) ирски је биолог и паразитолог познат по открићу терапије за инфекције изазване ваљкастим црвима, за коју је 2015. године добио Нобелову награду за физиологију или медицину. Од 1957. године до 1990. године радио је у Институту Мерк, а тренутно ради као истраживач на Универзитету Дру.